# Pošast (film)
Pošast (izviren angleški naslov: The Monster) je ameriška pošastna grozljivka iz leta 2016, delo režiserja in scenarista Bryana Bertina v katerem igrata Zoe Kazan in Ella Ballentine.